# Nasturtium officinale
Il crescione d'acqua (Nasturtium officinale W.T.Aiton, 1812) è una pianta perenne della famiglia Brassicaceae.
Tipica pianta spontanea che vive lungo lenti corsi d'acqua, in terreni semisommersi e acquitrinosi; predilige luoghi ombrosi.
Il nome proviene dal latino crescere, ed è conosciuta con  numerosi nomi comuni: agretto, allegretto, arbuletta, ascione, erba da scorbuto, gressa, grisso, nasturzio acquatico.

## Giardinaggio
Può essere facilmente coltivato nell'orto prelevando piccoli cespi da piante giovani spontanee. Vengono trapiantati in terriccio organico mantenuto sempre umido. Può anche essere seminato in vasetti di torba e poi trapiantato.

## Uso culinario

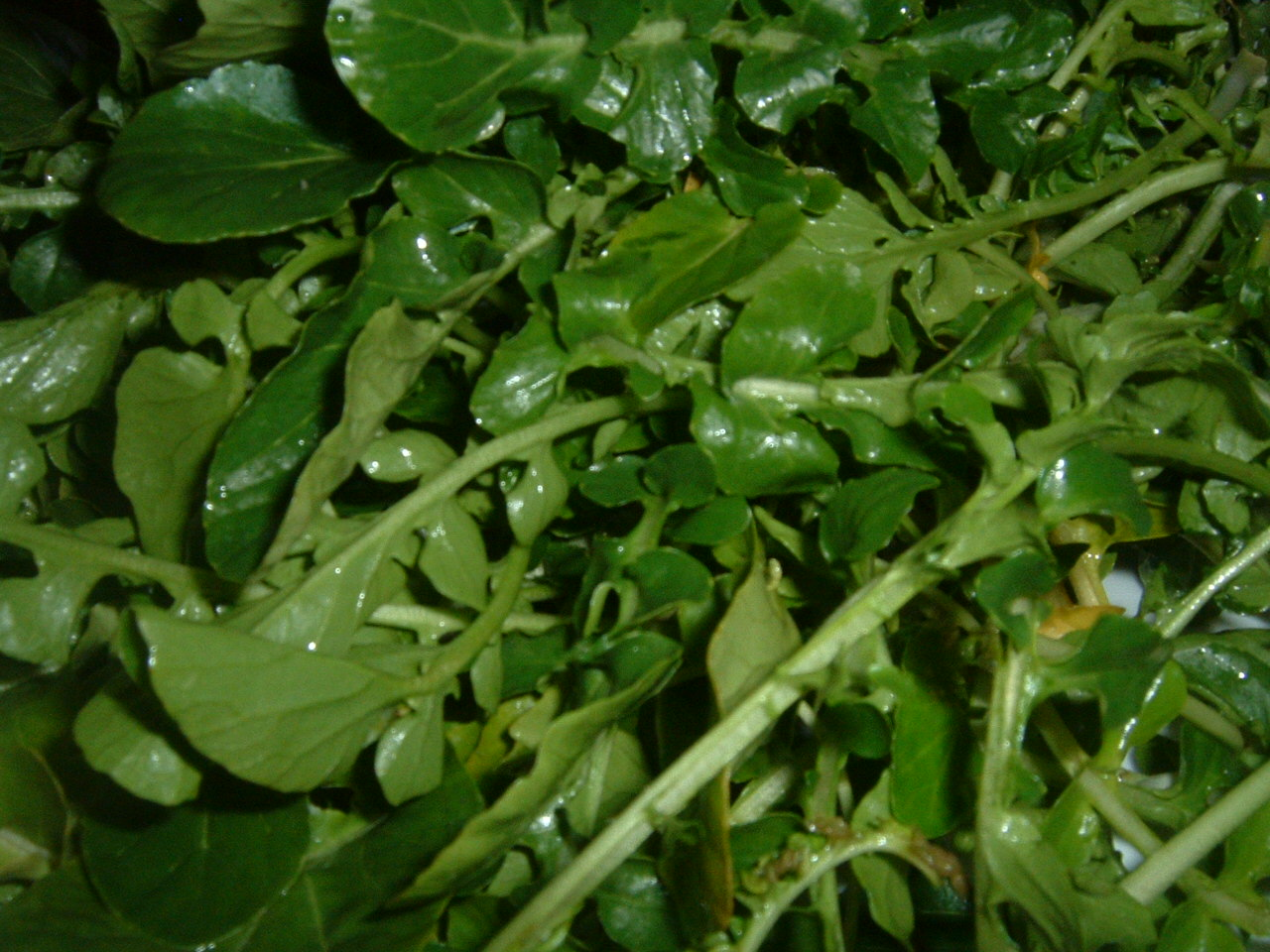
Foglie di crescione d'acqua

Ortaggio che si mischia alla lattuga, cicoria, pomodori, ravanelli e qualsiasi insalata mista, a cui conferisce un sapore leggermente acre e piccante.